# Eves Laurent
Jeff Adjei, beter bekend onder zijn artiestennaam Eves Laurent, is een Nederlandse rapper. Hij is onder andere bekend van het lied De ploff!, de ep Rosé en het album Deze is niet voor de charts.

## Biografie
Eves Laurent is van Ghanese afkomst en groeide op in Amsterdam-Zuidoost. Met vrienden begon hij eerst als hobby te rappen, om vervolgens met zijn vrienden het collectief De Fellas en het label High Paid Fellas op te richten. Sinds 2013 brengt Eves Laurent muziek uit, waarin hij veel rapt over verschillende criminele activiteiten en het straatleven. In 2017 deden De Fellas een Wintersessie bij 101Barz, waarbij Eves Laurent mee rapte. In de zomer van 2017 was hij te gast bij de studio van 101Barz voor zijn solosessie. Daarnaast deed Eves Laurent ook mee aan het Rotjoch United-lied Appelsap 2017. Dit was het eerste nummer van Laurent dat de Single Top 100 bereikte. 
Begin 2018 bracht Eves Laurent de ep Rosé uit, waarvan Banz voor de fam en Vibing girl bescheiden hits werden. Het muzikale succes van Eves Laurent stokte toen hij in de nacht van 3 tot 4 mei 2018 in het Duitse Mainz een plofkraak pleegde, waarvoor hij in Duitsland werd opgepakt. Eves Laurent bekende en werd veroordeeld tot vier jaar cel. Na twee jaar vast zitten werd hij Duitsland uitgezet. Hij zou de laatste twee jaar alsnog moeten uitzitten als hij binnen acht tot tien jaar na de uitzetting opnieuw Duitsland in zou gaan. 
Na zijn gevangenisstraf in Duitsland pakte Eves Laurent zijn muziek carrière opnieuw op. Hij bracht met Frenna de single 21 uit. Dit lied stond later in het jaar op het album Deze is niet voor de charts. Op dit album staat het lied De ploff!; een lied waarin Eves Laurent ingaat op de plofkraak in Duitsland en de gevolgen daarvan. Dit lied werd de grootste hit uit de carrière van Laurent, ondanks dat het niet als single was uitgebracht. Drie dagen na Deze is niet voor de charts bracht Eves Laurent ook het album Adfectus XXI uit. 
Eves Laurent bracht in februari 2022 de single Hollandse zon uit, welke in het einde van dat jaar stond op het album Zeg minder dan nodig is. In 2023 kwam Eves Laurent met het album De rosé achter het masker. 
In 2024 maakte de rapper bekend dat hij een contract had getekend bij muzieklabel Top Notch. Bij deze aankondiging vertelde hij ook dat er een nieuw album zou worden uitgebracht. Dit album kreeg de titel Mijn ziel is geen deal.
Artiesten waarmee Eves Laurent heeft samengewerkt zijn onder meer Frenna, Sevn Alias, KM, Jordymone9, ADF Samski, Jayh, Frsh, Adje en Jonna Fraser.

## Discografie

### Albums
| Album                       | Verschijnen      | Label            | Hitlijsten | Hitlijsten | Hitlijsten | Hitlijsten | Opmerkingen   |
| Album                       | Verschijnen      | Label            | BE (VL)    | BE (VL)    | NL         | NL         | Opmerkingen   |
| Album                       | Verschijnen      | Label            | Piek       | Weken      | Piek       | Weken      | Opmerkingen   |
| --------------------------- | ---------------- | ---------------- | ---------- | ---------- | ---------- | ---------- | ------------- |
| Rosé                        | 19 februari 2018 | High Paid Fellas | 172        | 2          | 11         | 10         | Extended play |
| Deze is niet voor de charts | 13 juli 2021     | Carte Rosé       | 95         | 1          | 7          | 14         | Studioalbum   |
| Adfectus XXI                | 16 juli 2021     | Carte Rosé       | —          | —          | 67         | 1          | Studioalbum   |
| Zeg minder dan nodig is     | 28 december 2022 | Eves Musicus     | —          | —          | 32         | 3          | Studioalbum   |
| De rosé achter het masker   | 18 augustus 2023 | Eves Musicus     | 142        | 2          | 7          | 8          | Studioalbum   |

### Nummers met notering(en) in een hitlijst
| Lied                                                                                | Verschijnen      | Album                       | Hitlijsten   | Hitlijsten   | Opmerkingen |
| Lied                                                                                | Verschijnen      | Album                       | NL (Top 100) | NL (Top 100) | Opmerkingen |
| Lied                                                                                | Verschijnen      | Album                       | Piek         | Weken        | Opmerkingen |
| ----------------------------------------------------------------------------------- | ---------------- | --------------------------- | ------------ | ------------ | ----------- |
| Appelsap 2017 (met Rotjoch, MocroManiac, Jozo, LouiVos, SBMG, Pietju Bell en Kempi) | 10 april 2015    | —                           | 76           | 1            |             |
| Bandz voor de fam (met Sevn Alias)                                                  | 4 januari 2018   | Rosé                        | 62           | 1            |             |
| Vibing girl (met KM en Frenna)                                                      | 19 februari 2018 | Rosé                        | 86           | 1            |             |
| 21 (met Frenna)                                                                     | 29 januari 2021  | Deze is niet voor de charts | 35           | 2            |             |
| Piratenweg                                                                          | 18 maart 2021    | Deze is niet voor de charts | 86           | 1            |             |
| De ploff!                                                                           | 13 juli 2021     | Deze is niet voor de charts | 47           | 4            |             |
| Hollandse zon                                                                       | 9 februari 2022  | Zeg minder dan nodig is     | 73           | 1            |             |
| Kees & Heineken                                                                     | 28 februari 2024 | —                           | 94           | 1            |             |
| Mafioso (met Hakmadafack en Henkie T)                                               | 5 juli 2024      | —                           | tip17        | —            |             |